# 佐竹義真
佐竹 義真（さたけ よしまさ）は、江戸時代中期の大名。出羽国久保田藩の第6代藩主。佐竹氏第24代当主。通称は次郎。官位は従四位下・侍従、左兵衛督。

## 略歴
享保17年（1732年）8月4日、佐竹義堅（5代藩主・佐竹義峯の養子）の長男として誕生。生母は野口氏。幼名は左吉、徳寿丸。
元文3年（1738年）5月7日、幕府に丈夫届を提出する。丈夫届では年齢を4歳上積みし、生年を偽った。また、幼名を左吉から徳寿丸に改める。「徳寿丸」とは、佐竹家の嫡子を示す幼名であった。同年4月11日、幕府に父・義堅の嫡子としての届け出を提出する。寛保2年（1742年）4月19日、祖父・佐竹義峯の世嗣になる。義峯は後継者に恵まれず、分家から父・義堅を養子に迎えた。しかし、義堅は家督を継承することなく死去した。延享元年（1744年）8月25日、通称を次郎とする。同年9月1日、8代将軍・徳川吉宗に御目見する。延享3年（1746年）12月18日、従四位下左兵衛督に叙任される。
寛延2年（1749年）10月16日、祖父・義峯の死去により、家督を相続する。同年12月18日、侍従に昇進。宝暦元年（1751年）4月15日、初めてお国入りする許可を得る。同年5月8日、初入国し、久保田城に到着する。宝暦2年（1752年）7月1日、前田吉徳の娘揚と結婚する。宝暦3年（1753年）8月20日、久保田城において死去した。享年22（官年では享年26）。体中に腫物ができて、足が麻痺して死に至った。江戸時代の講談では、義真の死因を毒殺としている。
正室は前田吉徳の三女・揚（1737-1762）。子女はいなかった。久保田藩主佐竹家は、出羽岩崎藩主・佐竹義道の長男・義明によって家督相続された。

## 系譜
- 父：佐竹義堅（1692-1742）
- 母：野口氏
- 養父：佐竹義峯（1690-1749）
- 正室：揚（盛徳院）（1737-1762） - 前田吉徳の三女
- 養子
  - 男子：佐竹義明 - 佐竹義道の長男